# Bowie tonight
Espèce
Bowie tonight est une espèce d'araignées aranéomorphes de la famille des Ctenidae.

## Distribution
Cette espèce est endémique du Sarawak en Malaisie,. Elle se rencontre vers Kampong Buduya et le parc national du Gunung Gading.

## Description
La carapace du mâle holotype mesure 7,3 mm de long sur 5,6 mm et l'abdomen 5,8 mm de long sur 3,6 mm et la carapace de la femelle paratype mesure 7,0 mm de long sur 5,2 mm et l'abdomen 5,8 mm de long sur 3,5 mm.

## Systématique et taxinomie
Cette espèce a été décrite par Jäger en 2022.

## Étymologie
Son nom d'espèce lui a été donné en référence à Tonight, la chanson de David Bowie.

## Publication originale
- Jäger, 2022 : « Bowie gen. nov., a diverse lineage of ground-dwelling spiders occurring from the Himalayas to Papua New Guinea and northern Australia (Araneae: Ctenidae: Cteninae). » Zootaxa, no 5170(1), p. 1-200.